# Bielawa
Bielawa (niem. Langenbielau) – miasto w Polsce, w województwie dolnośląskim, w powiecie dzierżoniowskim. Bielawa położona jest na Przedgórzu Sudeckim, u podnóża Gór Sowich. Rozciąga się na przestrzeni 9 km, wzdłuż potoku Bielawica (niem. Biele), na wysokości 275–450 m n.p.m. Historycznie leży na Dolnym Śląsku. Według danych GUS z 1 stycznia 2024 r. miasto zamieszkiwały 28 344 osoby (157. miejsce w kraju).

## Nazwa miasta
Pierwsza wzmianka o miejscowości w formie Bela pochodzi z dokumentu z 1288 roku , w którym książę wrocławsko-krakowski Henryk IV Probus nadał czynsze z tejże miejscowości kolegiacie św. Krzyża we Wrocławiu (zakończył się wtedy wieloletni spór księcia z Tomaszem II Zarembą). Nazwa była później notowana także w formach Bela inferior, Bela superior (ok. 1300), von Bela, in Bielau (1329), de Bela, in Bielau (1333), Nedir Bele (1370), Langebil, in Langbil (1666-67), Langenbielau (1743), Bielau, Langen- (1845), Bielau, Langenbielau (1888), Bieława, Langenbielau (1896), Langenbielau – Bielawa (1941), Langenbielau – Bielawa, -wy, bielawski (1946) .
Wcześniejsza nazwa Biela lub Biała  była nazwą topograficzną odrzeczną . Nazwa rzeki Biela lub Biała (obecnie potok Bielawica) wzięła się od białej barwy spienionych wód płynących z Gór Sowich. Nazwa Biela (*běli̯a) stanowiłaby rzeczownik derywowany przyrostkiem *-i̯a od tematu przymiotnika biały, a forma Biała (*bělai̯a) byłaby przymiotnikiem, który się zsubstantywizował po elipsie członu określanego . W XIV wieku nazwa osady została zniemczona jako Bielau . W tym czasie miejscowość dzieliła się na część górną i dolną, toteż rozróżniano Białą Dolną i Białą Górną (obecnie też bielawianie potocznie dzielą miasto na Bielawę Dolną i Bielawę Górną). Tę ostatnią zwano też Białą Długą (por. niem. lang ‘długi’), co nawiązywało do charakterystycznej rozciągłości geograficznej wsi . Z formy zniemczonej Bielau została utworzona forma Bielawa nawiązująca do wyrazu bielawa – podmokła, błotniska łąka, torfowisko, mokradło .
W 1945 roku władze polskie ustaliły nazwę Bielawa, którą zatwierdzono administracyjnie 7 maja 1946 roku.

## Geografia

### Góry
Bielawa położona jest u podnóża Gór Sowich. Najwyższym szczytem Bielawy jest Kalenica (964 m n.p.m.). Na południe od centrum miasta położony jest Panek (znany również jako Góra Parkowa) (455 m n.p.m.), na szczycie którego znajduje się wieża widokowa. Dawniej znajdował się tam również wyciąg narciarski, który ma zostać przywrócony. W granicach miasta znajduje się też Kłobucznik (powszechnie Łysa Góra) (364 m n.p.m.), funkcjonująca w starszej nomenklaturze topograficznej także jako Strażnik – roztacza się stąd panorama miasta z widokiem na Góry Sowie. Miejsce to jest również wykorzystywane do uprawiania sportów lotniarskich.

### Ochrona przyrody
Na obszarze gminy znajduje się rezerwat przyrody Bukowa Kalenica chroniący fragment pierwotnego lasu bukowego typu kwaśnej buczyny sudeckiej z licznymi gatunkami prawnie chronionymi.

### Struktura powierzchni
Według danych z roku 2005 Bielawa ma obszar 36,21 km², w tym:
- użytki rolne: 48,18%
- użytki leśne: 35,47%
- tereny mieszkaniowe: 4,67%
- drogi: 4,2%
- tereny przemysłowe: 1,87%
- tereny wypoczynkowe: 1,19%
- wody: 1,19%
- inne: 3,23%

Miasto stanowi 7,56% powierzchni powiatu.

## Historia
- XIII w. – założenie wsi łańcuchowej dla kolonistów z Frankonii, Turyngii i Szwabii, zapewne na miejscu wcześniejszego osadnictwa słowiańskiego
- 1288 – pierwsza udokumentowana wzmianka o Bielawie, zakończenie sporu pomiędzy ks. Henrykiem IV Probusem a biskupem Wrocławskim Tomaszem II o Bielawę Dolną, wieś stała się własnością klasztoru przy kościele św. Krzyża we Wrocławiu[17]
- 1368 – wieś pod panowaniem Czechów[18]
- 1428 – husyci w Bielawie
- 1530 – wskutek rozpowszechnienia się we wsi reformacji przejęcie kościoła katolickiego przez protestantów[18]
- 1598 – budowa zamku
- 1654 – (9 III) nakaz zwrotu kościoła katolikom
- 1713–1714 – epidemia w Bielawie[18]
- 1720 – pierwszy murowany dom mieszkalny w Bielawie– Labirynt
- 1741 – zajęcie wsi przez wojska pruskie w czasie wojen śląskich i przyznanie ewangelikom swobód wyznaniowych[18]Szpital Powiatowy w Dzierżoniowie – oddział w Bielawie

- 1742:

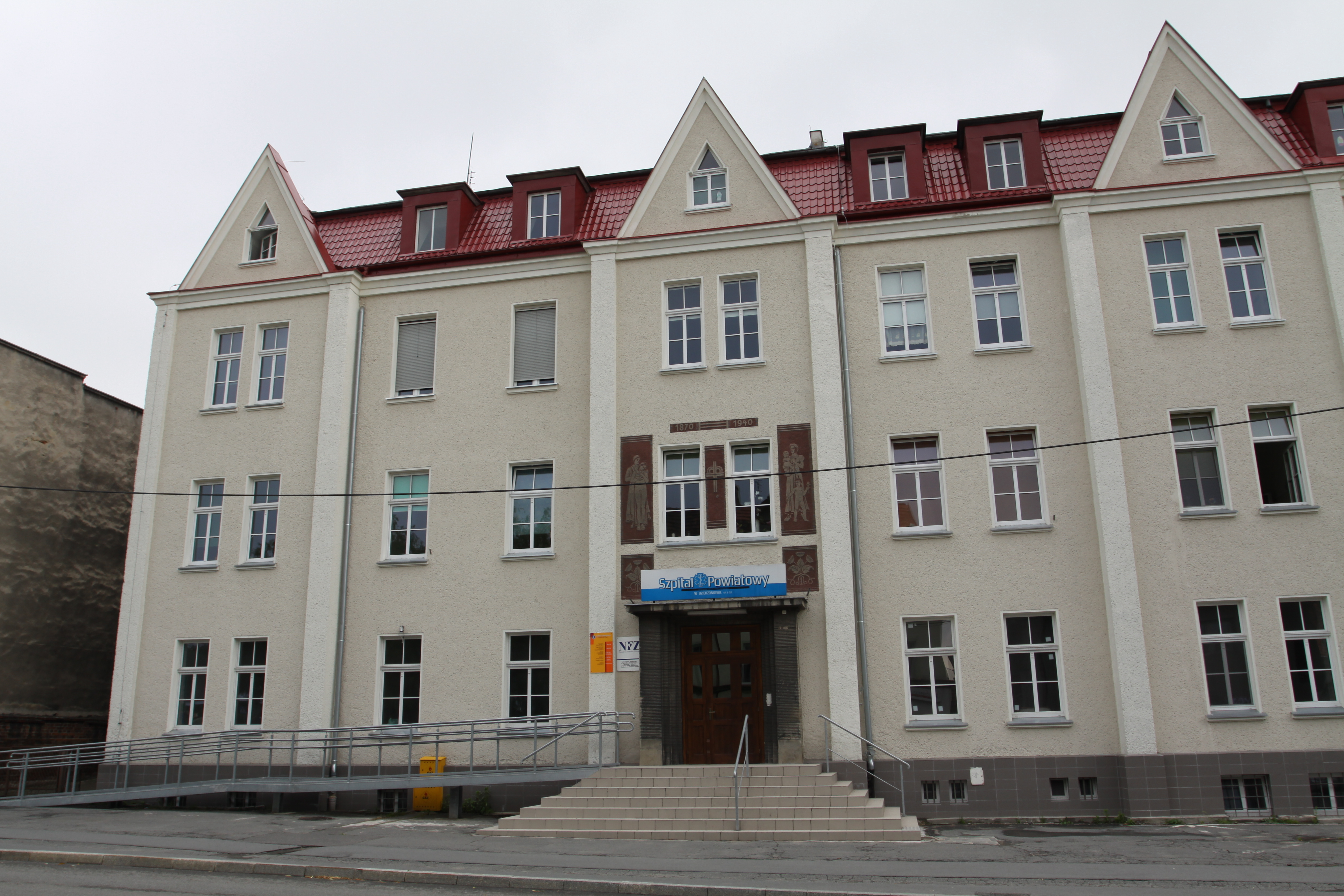
Szpital Powiatowy w Dzierżoniowie – oddział w Bielawie

  - pokój wrocławski (11 czerwca 1742) – Bielawa wraz z całym Dolnym Śląskiem, ziemią kłodzką i większą częścią Górnego stała się częścią Prus[18]
  - założenie gminy ewangelickiej i pierwszej szkoły (ewangelickiej)
- 1743 – otwarcie zboru ewangelickiego
- 1762 – bitwa pod Fischerbergiem (Pilawą)
- 1801 – urbarz bielawski
- 1804 – wielka powódź i głód[19]
- 1805 – Christian Dierig zakłada przedsiębiorstwo tkackie, które później rozwinie się w największą fabrykę włókienniczą na Śląsku (Christian Dierig AG)
- 1806–1808 – okupacja francuska
- 1826 – pierwsza apteka
- 1840 – pierwsza placówka pocztowa
- 1842–1843 – budowa szosyKamień upamiętniający powstanie tkaczy śląskich
- 1844 – powstanie tkaczy śląskich[7][19]

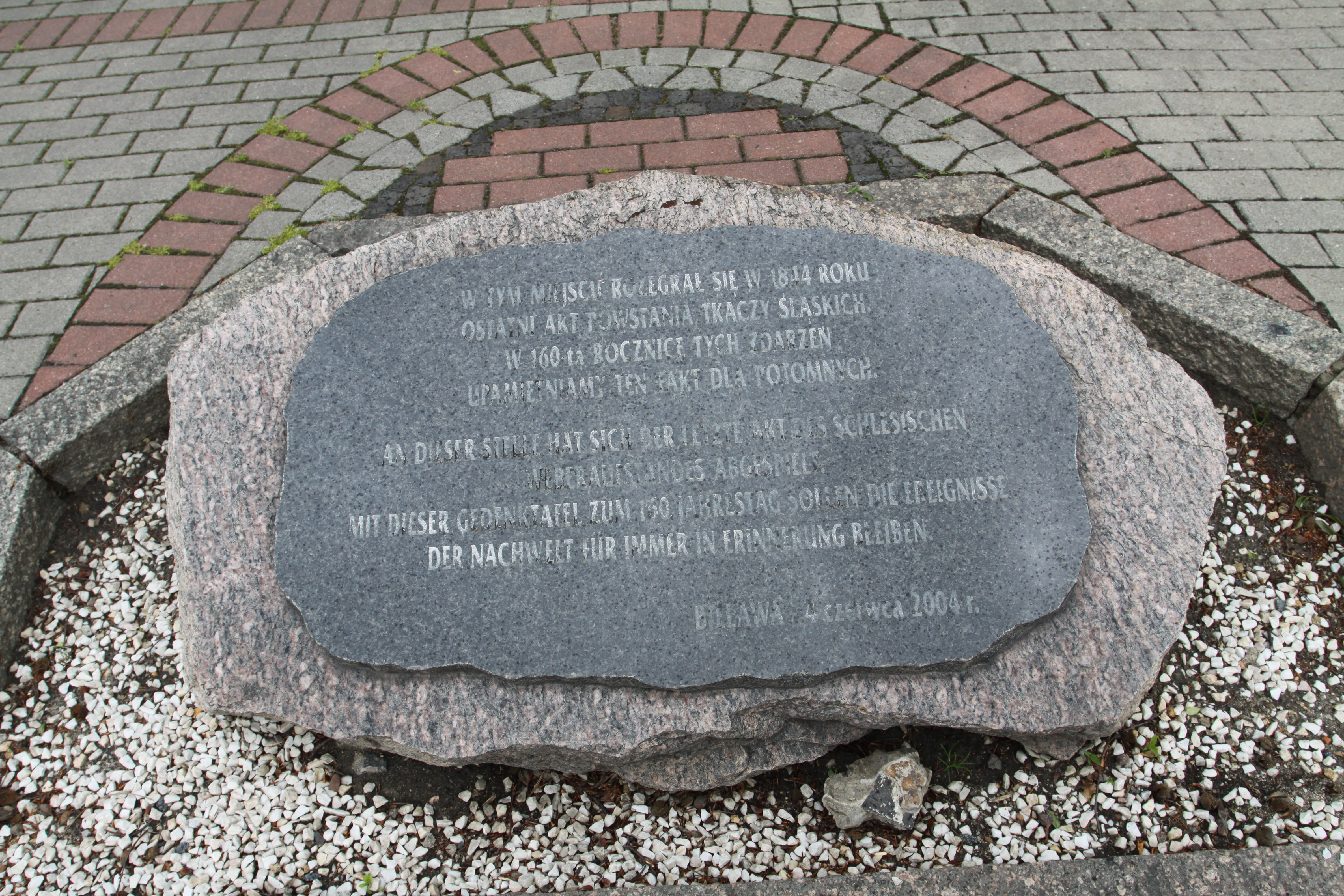
Kamień upamiętniający powstanie tkaczy śląskich

- 1847 – wprowadzenie targów tygodniowych
- 1864 – uruchomienie oświetlenia gazowego
- 1871 – Bielawa w składzie Niemiec
- 1872 – otwarcie szpitala ewangelickiego
- 1874 – pierwsze zabiegi o uzyskanie praw miejskich
- 1876 – (15 XI) otwarcie nowego kościoła katolickiego
- 1877 – powstanie pierwszej gazety Langenbielauer Anzeiger
- 1883 – pierwsze światło elektryczne
- 1891 – (1 VI) otwarcie linii kolejowej Dzierżoniów – Bielawa
- 1899 – (7 X) pierwszy samochód w Bielawie
- 1900
  - otwarcie kolei sowiogórskiej[19]
  - (15 X) otwarcie Zawodowej Szkoły Włókienniczej
- 1901 – (30 IX) otwarcie Szpitala św. Elżbiety
- 1902 – uruchomienie rzeźni
- 1907 – (7 VIII) otwarcie szkoły średniej (gimnazjum)
- 1921 – utworzenie Centralnej Gazowni
- 1924 – nadanie Bielawie praw miejskich[18]
- 1925
  - otwarcie wieży widokowej na Panku (wówczas Herrleinberg)
  - miasto zamieszkuje 12 129 protestantów i 5596 katolików
- 1931 – (XII) wydanie „Kroniki Bielawy” Fritza Hoenowa
- 1933 – wytyczenie rynku (dziś Pl. Wolności)
- 1939:
  - 1 września 1939 – początek II wojny światowej, budowa filii niemieckiego obozu koncentracyjnego Groß-Rosen – AL Langenbielau I – Sportschule[20]
  - 1 września 1939 – odsłonięcie pomnika z sową i krasnoludkami (symbolami miasta) na Rynku Bielawy[19]

- 1945

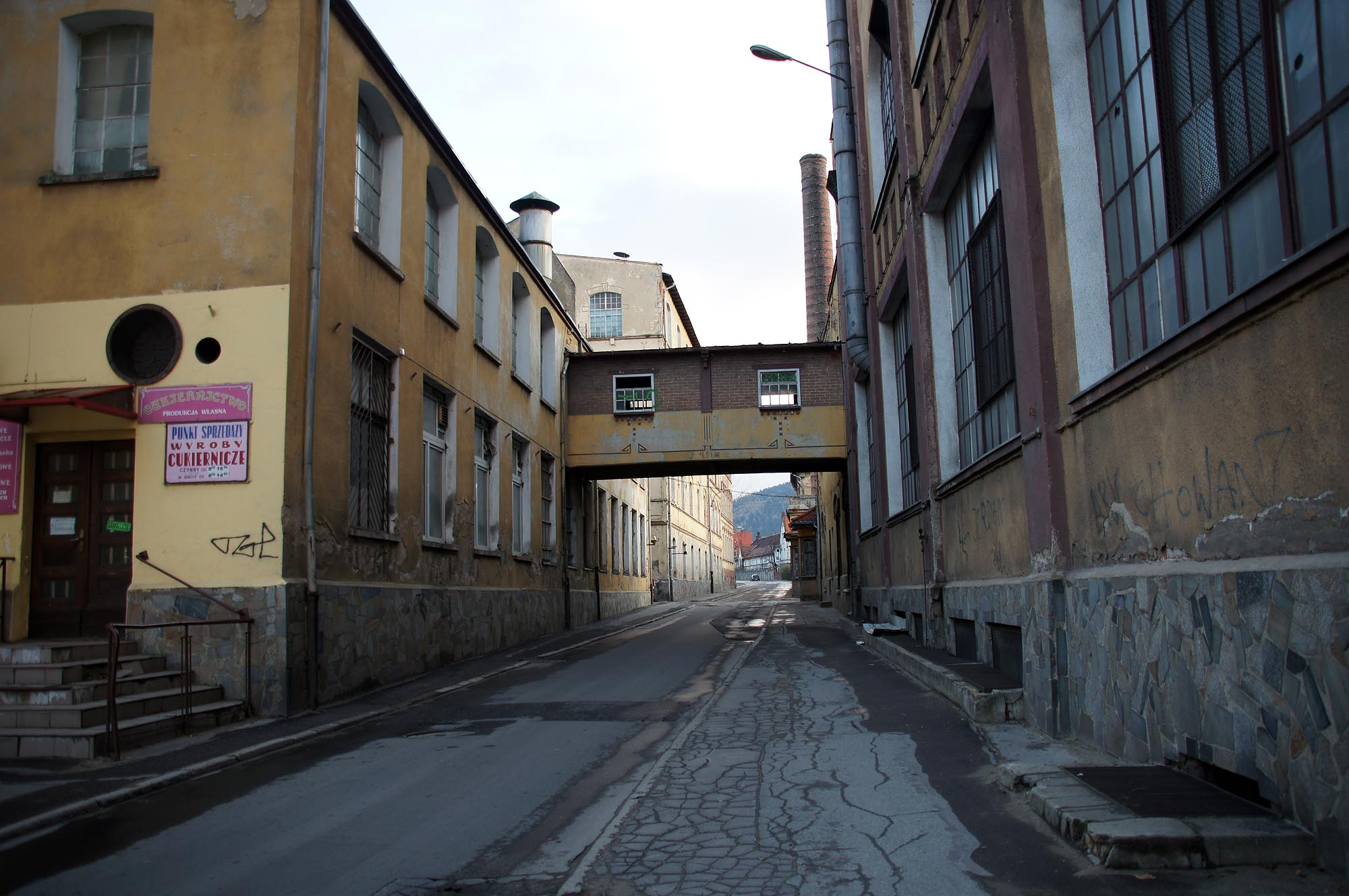
Zespół dawnych Zakładów Bawełnianych „Bielbaw”, dawna fabryka Dieriga z 1805 r.

  - (8 V) zajęcie Bielawy przez wojska radzieckie
  - (10 V) nacjonalizacja przez administrację polską i ponowne uruchomienie zakładów włókienniczych Christian Dierig AG pod nazwą Państwowa Fabryka Wyrobów Bawełnianych Nr 1 w Bielawie (tzw. Bielawska Jedynka), od 1950 jako Bielawskie Zakłady Przemysłu Bawełnianego im. II Armii Wojska Polskiego
  - (23 VI) powołanie pierwszego polskiego burmistrza[18]
- 1946 – (12 IV) rozpoczęcie akcji przesiedlenia dotychczasowych mieszkańców Bielawy do Niemiec Zachodnich. Na ich miejsce napływają Polacy, w tym też z Kresów Wschodnich[21].
- 1947 – zaczęła ukazywać się gazeta „Krosno”
- 1956 – w Bielawie przychodzi na świat piosenkarka Eleni (właściwie Helena Tzoka), córka mieszkających tu greckich emigrantów[22].
- 1975 – Bielawa weszła w skład nowo utworzonego województwa wałbrzyskiego
- 1977 – likwidacja połączenia kolejowego ze Srebrną Górą, następnie fizyczna rozbiórka linii; zawieszenie połączenia osobowego z Dzierżoniowem[19]
- 1985 – (IX) nadanie Szkole Podstawowej nr 10 przy ul. Grota Roweckiego imienia gen. Świerczewskiego; wmurowanie tablicy pamiątkowej w budynek szkoły[23].
- 1995 – (I) podpisanie umowy partnerskiej z niemieckim miastem Lingen (Ems)
- 1996 – podpisanie umowy o Współpracy i Przyjaźni z czeskim miastem Hronov
- 1999 – Bielawa w granicach województwa dolnośląskiego[18]
- 1999 – (IX) otwarcie pływalni miejskiej „Aquarius”
- 2000 – zawieszenie towarowego połączenia kolejowego z Dzierżoniowem; ostatnie połączenie kolejowe Bielawy ze światem przestaje istnieć
- 2006 – (14 IV) otwarcie obwodnicy
- 2019 – (XII) otwarcie linii kolejowej do Dzierżoniowa
- 2021 – w ramach Bielawskiego Budżetu Obywatelskiego powstał skwer imienia Eleni wraz z ławeczką i rzeźbą piosenkarki[24].

### Ludność żydowska w Bielawie po II wojnie światowej (1945-1960)
- Pierwsi Żydzi w Bielawie byli dawnymi więźniami miejscowej filii Gross Rosen. Niedługo po wyzwoleniu obozu, w Bielawie pozostało zaledwie 70 Żydów[25] Według spisu z sierpnia 1945 roku w Bielawie mieszkało 128 Żydów[26]. Kilka miesięcy po zakończeniu wojny w Bielawie mieszkało już prawie 5000 Żydów[27]. Liczbę ludności żydowskiej w pierwszym półroczu 1946 roku charakteryzuje stopniowy wzrost, który został ukazany w poniższej tabeli.

| III 1946 | V 1946 | VI 1946 | VII 1946 | XII 1946 | IV 1947 | XII 1947 | XII 1948 | 1949 |
| 1526     | 3304   | 4469    | 4969     | 6207     | 2889    | 3046     | 3300     | 2800 |

Źródło: Bożena Szaynok, Ludność żydowska na Dolnym Śląsku (1945-1950), Wrocław 2000, s. 51; Kulesza, Rykała, W kwestii skupisk ludności żydowskiej na Śląsku…., op. cit., s. 249; A. Goldsztejn, Powstanie skupiska ludności żydowskiej…., op. cit., s. 200; Szajda, Od Bielawy się zaczęło……, op. cit., s. 193
Po lipcu 1946 roku nastąpił kolejny wzrost liczby ludności żydowskiej w Bielawie. Dane z grudnia 1946, 1947 i 1948 zostały przedstawione w poniższej tabeli. Dane świadczą, że apogeum liczebne ludności żydowskiej w Bielawie nastąpiło w grudniu 1946 roku, a później nastąpił skokowy spadek.
Według danych z 1955 roku ludność żydowska była najliczniejszą spośród mniejszości narodowych w Bielawie. Wśród nich większość stanowili przybysze z ZSRR (prawie 95%), a resztę niewielkie grupy z innych części Polski. Ludność żydowska zamieszkiwała Bielawę jeszcze w 1958 roku. Wówczas w mieście mieszkało 130 rodzin żydowskich.
W Bielawie istniała również szkoła dla dzieci żydowskich. Według stanu na sierpień 1946 roku pracowało w niej 2 nauczycieli a uczęszczało do niej 52 dzieci (według innych danych – 118). Liczba uczniów w bielawskiej szkole w okresie od sierpnia 1946 do sierpnia 1949 została ukazana w poniższej tabeli.
| VIII 1946 | IX 1946 | II 1947 | IX 1947 | VIII 1949 |
| 118       | 174     | 164     | 192     | 141       |

Źródło: Pludro, Kronika Bielawy….., s. 113

## Zabytki

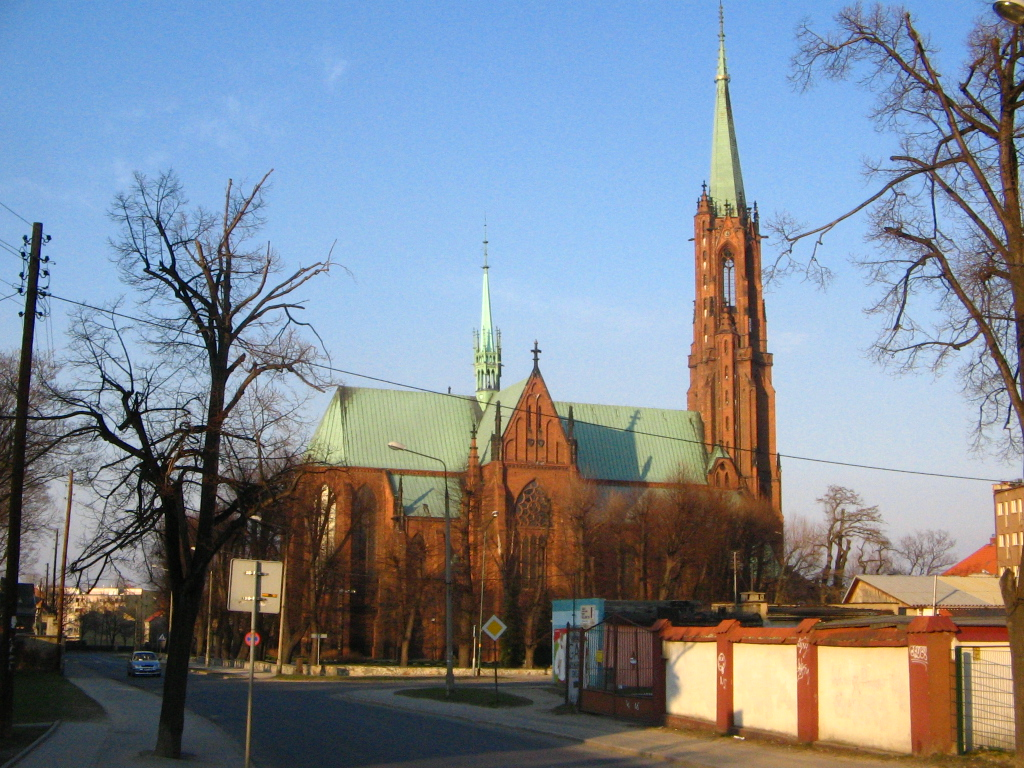
Kościół Wniebowzięcia NMP

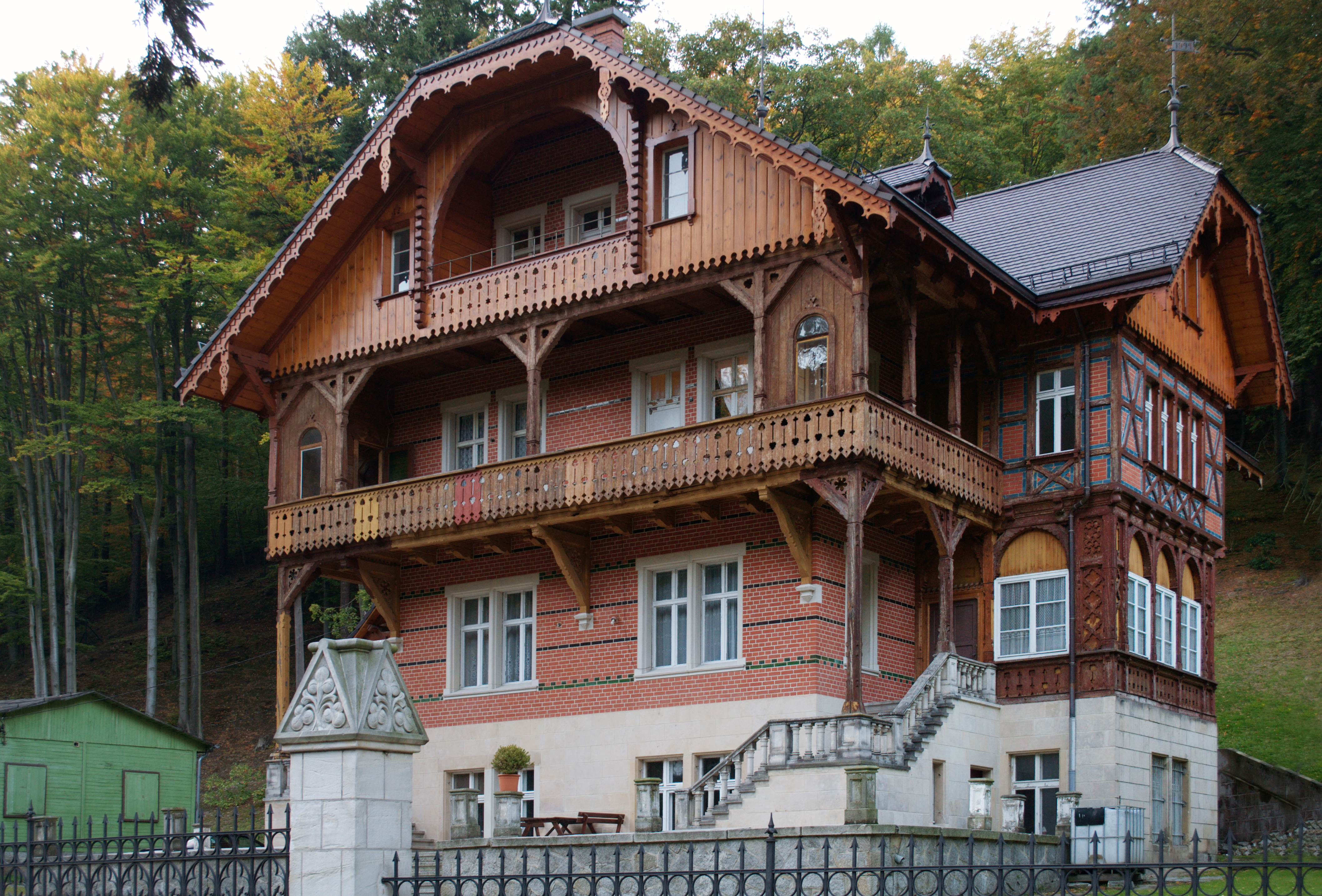
Pensjonat „Leśny Dworek”. Dawna willa Dieriga Waldhaus

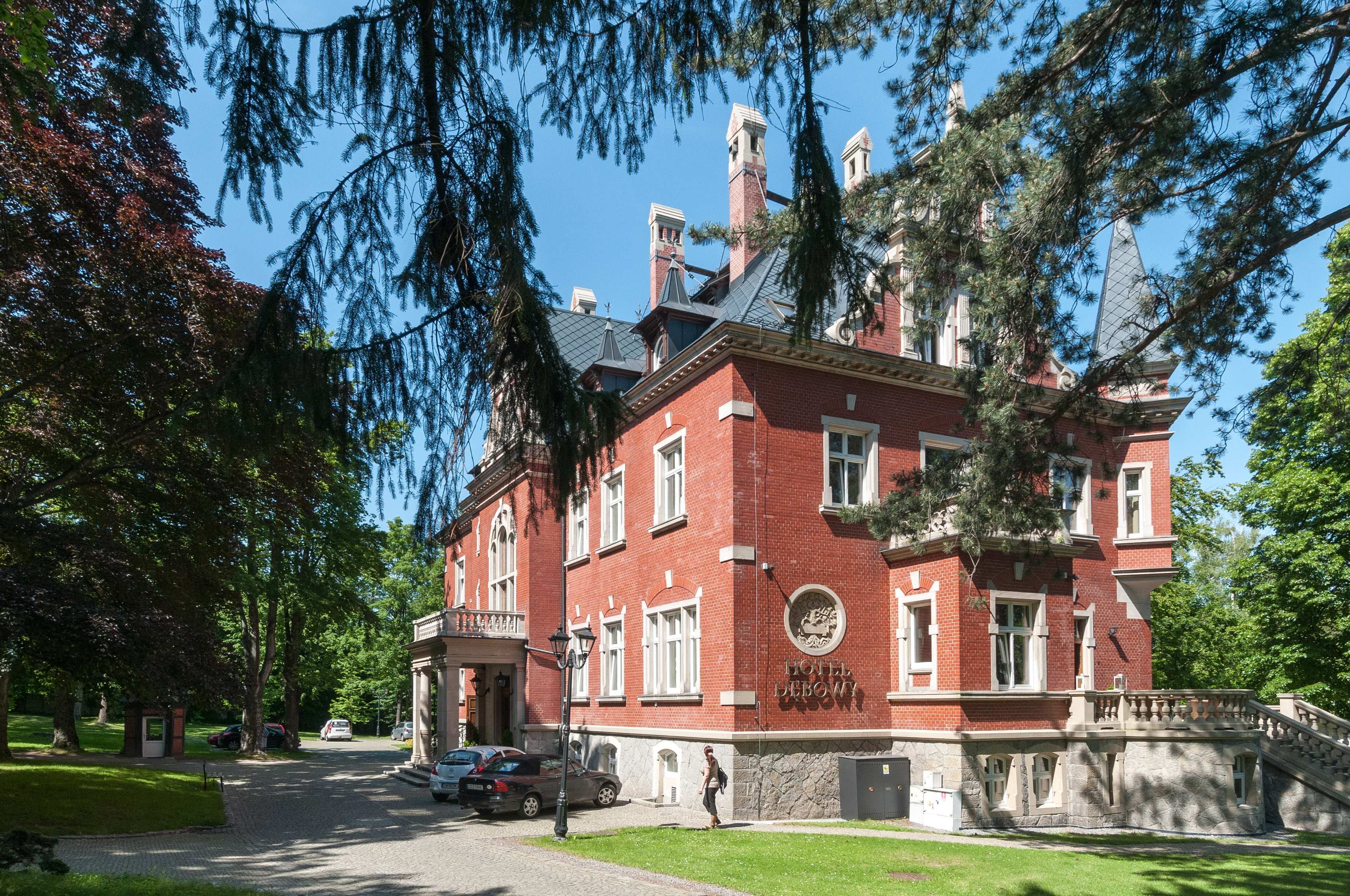
Willa przy ul. Korczaka 4 z 1904 r., obecnie Hotel Dębowy

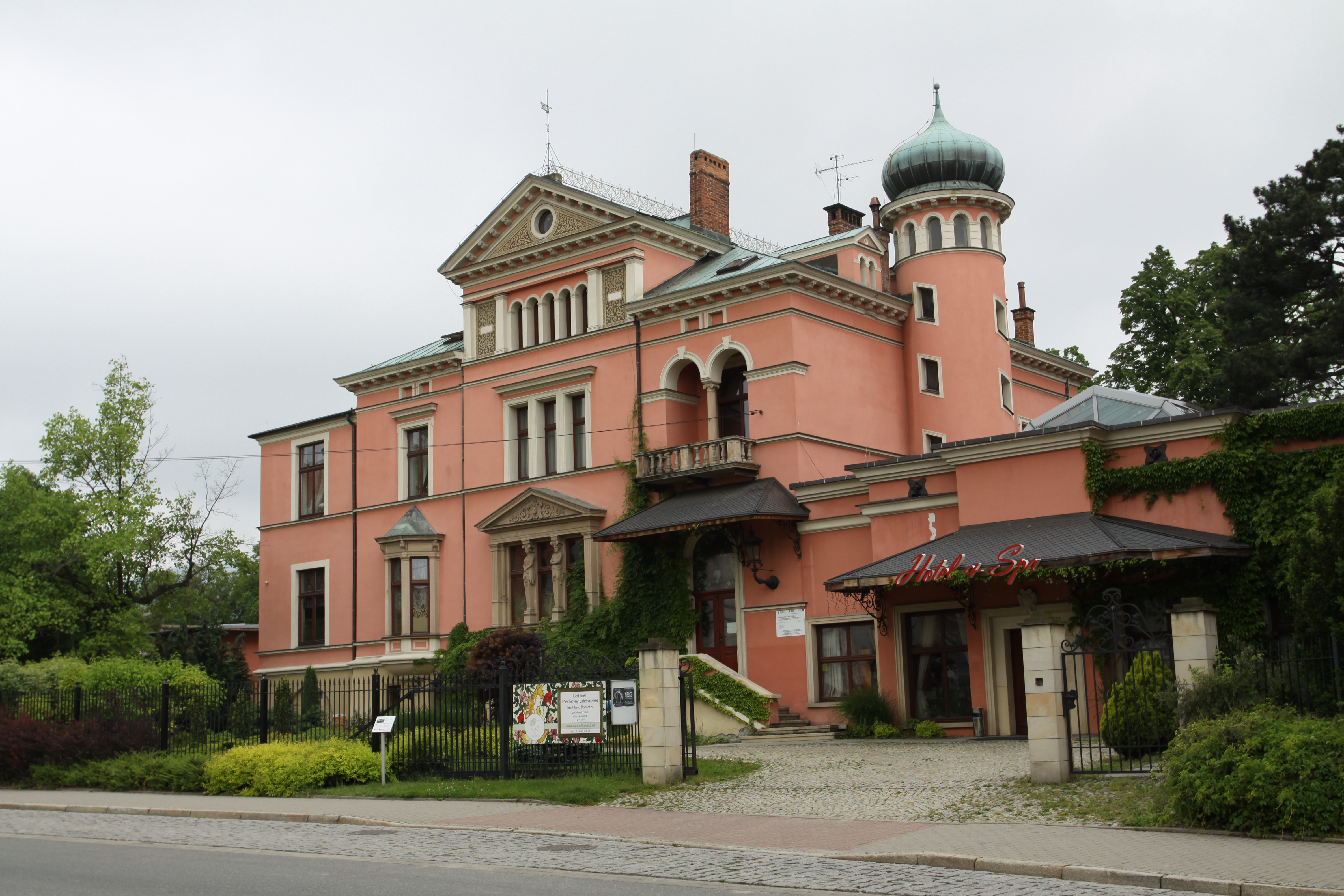
Pałac

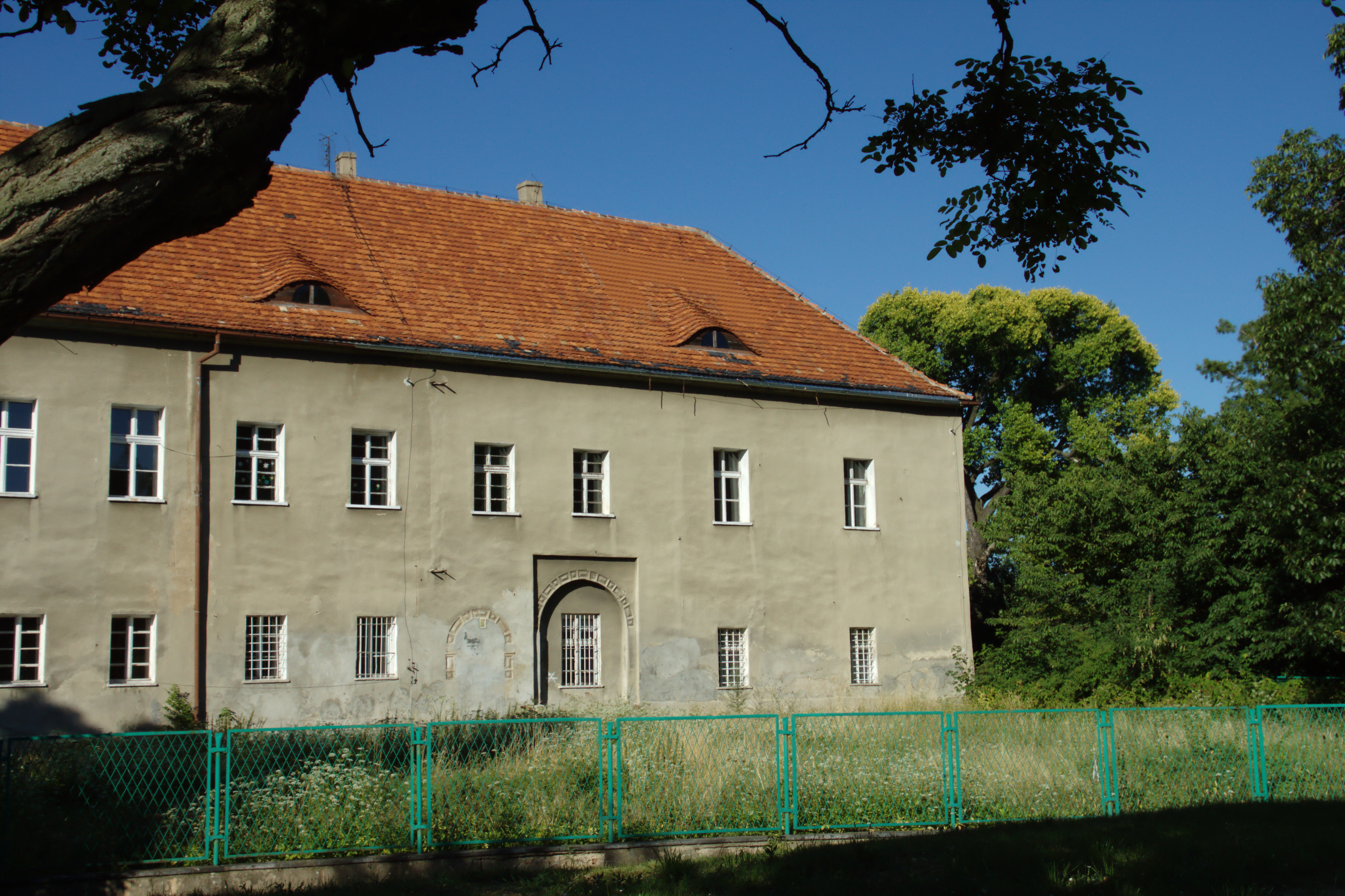
Dwór

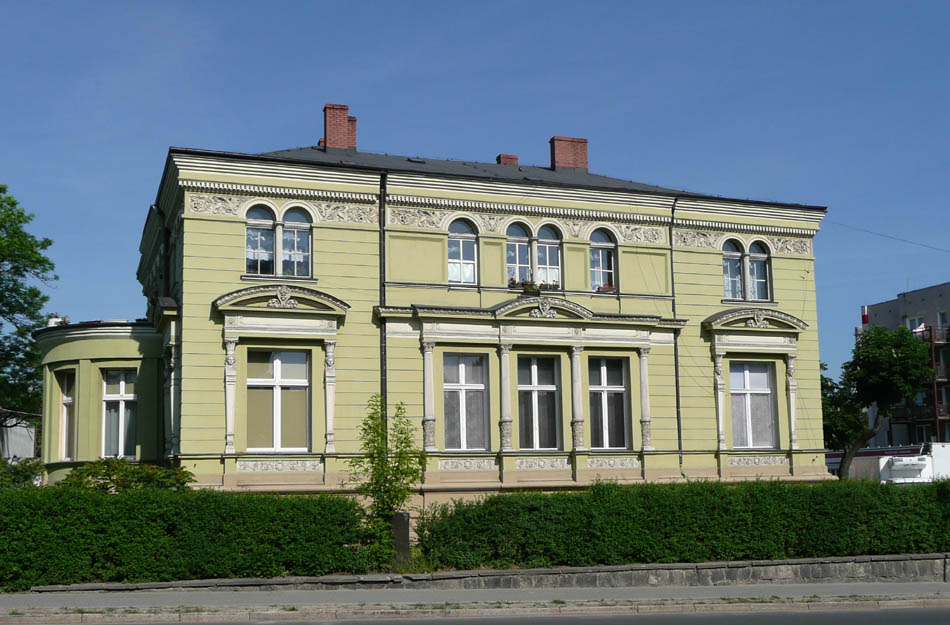
Willa przy ul. Cmentarnej

Do wojewódzkiego rejestru zabytków wpisane są:
- ośrodek historyczny miasta, z XIII-XX w.
- kościół par. pw. Wniebowzięcia NMP, ul. Wolności 130, z l. 1877-80
- kościół par. pw. Świętego Ducha, z l. 1877-1880, pl. Kościelny,
- cmentarz komunalny, pl. Wolności, powstały po 1880 r.
- cmentarz parafialny, ul. Stefana Żeromskiego, z drugiej poł. XIX–XX w.:
  - ogrodzenie mur. z bramą
  - kaplica rodziny Postpischil
  - kaplica rodziny Froehlich
  - kaplica rodziny Franz
- park sanatoryjny, z pocz. XX w.
- willa, ul. Cmentarna 2, z drugiej poł. XIX w.
- dom sierot, ob. kaplica, ul. Kopernika 21 a, z l. 1900–1901
- willa, ul. Korczaka 4, 1904 r.
- dom, ul. Nowobielawska 16, z XIX/XX w.
- pensjonat „Leśny Dworek” (dawniej willa Dieriga Waldhaus) ul. Nowobielawska 89, z XIX/XX w.
- pałac, ul. Piastowska 23, z XIX/XX w.
  - pawilon ogrodowy, drewniany
- pałac, ul. Piastowska 24, z XIX/XX w.
- dom, ul. Piastowska 46, z 1799 r.
- zespół willowy, ul. Spółdzielcza 1-2, z 1928 r.:
  - willa, nr 1
  - willa, nr 2
  - park
- willa Dyrekcji Fabryki Włókienniczej, ul. Wolności 22, z 1889 r.
- willa, ul. Wolności 57, z 1890 r.
- willa, ob. dom kultury, ul. Wolności 80, z 1915 r.
- Dwór w Bielawie, ul. Wolności 92 (dec. ul. Mickiewicza 1)
- dom, ob. przychodnia, ul. Wolności 148, wyb. po 1880 r.
- dom z apteką, ul. Wolności 158, z pocz. XX w.
- przepompownia wody nr 1 (z urządzeniami z pocz. XX), z 1898 r., ul. Grabskiego
- przepompownia wody nr 2 (zespół połączonych budynków), z 1909 r., ul. Ostatnia
- zespół Zakładów Bawełnianych „Bielbaw” (dawna fabryka Dieriga), obecnie Muzeum w Bielawie ul. Piastowska 19:
  - tkalnia XI, z 1880 r., 1914 r.
  - tkalnia X, z 1914 r.
  - tkalnia IX, z 1891 r.
  - przędzalnia I, z l. 1912-20
  - budynek zarządu, z 1875 r., XX w.
  - przędzalnia II, z 1900 r.
  - stolarnia, z 1900 r.
  - siłownia elektryczna, z 1906 r.
  - remiza, z 1925 r.
  - wykańczalnia, z 1890 r.
  - bielnik
- zespół Zakładów Bawełnianych „Bieltex”, Zakład nr 4, ul. Ostroszowicka 11:
  - budynek administracyjny, z 1920 r.
  - wieża ciśnień, z 1913 r.
  - budynek drukarni, z 1923 r.
- budynek klejarni w ZPB „Bieltex” Zakład nr 2, ul. Tkacka 17, z 1880 r.
- zespół Zakładów Bawełnianych „Bieltex”, Zakład nr 5, ul. Waryńskiego 25:
  - przędzalnia (I), z k. XIX w.
  - budynek trzepalni i mieszalni bawełny, z 1890 r.
  - przędzalnia z wieżą ciśnień, z 1920 r.

## Demografia
Dane z 31 grudnia 2005:
| Opis                              | Ogółem | Ogółem | Kobiety | Kobiety | Mężczyźni | Mężczyźni |
| --------------------------------- | ------ | ------ | ------- | ------- | --------- | --------- |
| jednostka                         | osób   | %      | osób    | %       | osób      | %         |
| populacja                         | 32 652 | 100    | 17 444  | 53      | 15 280    | 47        |
| gęstość zaludnienia (mieszk./km²) | 871    | 871    | 466,3   | 466,3   | 404,7     | 404,7     |

Największą populację Bielawa odnotowała w 2010 r. – według danych GUS 34 851 mieszkańców.
Piramida wieku mieszkańców Bielawy w 2014 roku.

## Gospodarka

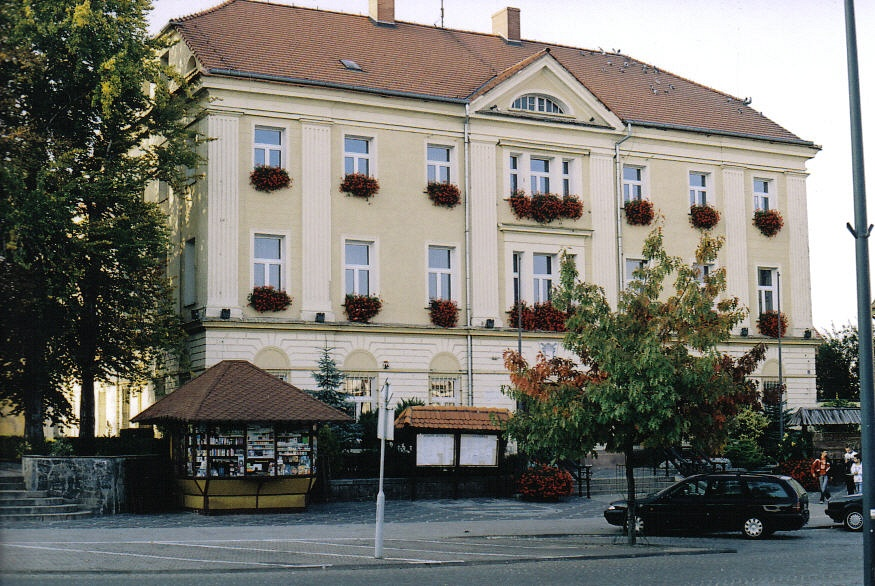
Urząd Miasta w Bielawie

Położenie geograficzne Bielawy w południowo-zachodniej części Polski sprawia, że bliżej jest np. do Pragi – ok. 250 km, Wiednia ok. 360 km, niż do Warszawy ok. 420 km. Odległość do Wrocławia (najbliższe lotnisko) wynosi ok. 67 km. Przejścia graniczne z Czechami w Tłumaczowie oddalone jest o ok. 30 km, w Kudowie Słonem o 85 km., a z Niemcami w Zgorzelcu – 160 km. Przez miasto przebiega obwodnica miejska należąca do drogi wojewódzkiej nr DW384 Wrocław – Nowa Ruda – Tłumaczów. W regionie działa Komunikacja Miejska (autobusowa) obsługująca 13 okolicznych miejscowości, w których żyje ok. 100 tys. mieszkańców.
U podnóża Łysej Góry w ciągu drogi wojewódzkiej nr DW384 przebiega obwodnica miejska, wokół której zlokalizowano tereny inwestycyjne dla małych i średnich przedsiębiorstw.
Rozwojowi miasta sprzyja specyficzne położenie w trójkącie miast, w skład którego wchodzą również Dzierżoniów i Pieszyce. Usytuowanie to stwarza możliwość łączenia ponadlokalnych funkcji komunikacji, oświaty, kultury. Połączenie to zwiększa potencjał gospodarczy regionu, a także sprzyja rozwojowi sektora usług w gminie.
Największe przedsiębiorstwa w Bielawie to: Lincoln Electric Bester – producent spawarek oraz Ace Rico – producent półproduktów m.in. dla LG, Samsunga oraz firmy Dell. Do niedawna w Bielawie istniały przedsiębiorstwa włókiennicze – Bielbaw oraz Bieltex, które ogłosiły upadłość. W okresie swojej świetności zatrudniały 10 tys. pracowników. W Bielawie istnieje również kilkanaście średnich przedsiębiorstw specjalizujących się w budownictwie, kamieniarstwie, elektronice, produkcji okien, mebli, tarcicy, oprawek okularowych, pędzli i szczotek.

## Transport

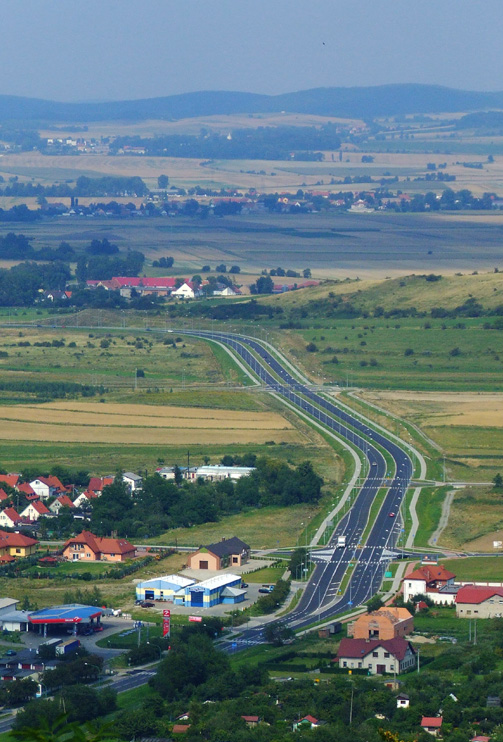
Obwodnica Bielawy, widok z Góry Parkowej

### Transport drogowy
Od roku 2006 funkcjonuje Obwodnica Bielawy w ciągu DW384.
Gminy powiatu dzierżoniowskiego oraz gmina Stoszowice zawarły porozumienie administracyjne w sprawie wspólnej organizacji publicznych linii autobusowych o charakterze komunikacji miejskiej. Obowiązki organizatora komunikacji powierzono Zarządowi Komunikacji Miejskiej (ZKM) w Bielawie.
Linie organizowane przez ZKM Bielawa w latach 2017–2027 obsługuje wybrane w przetargu konsorcjum firm: PPUH „Kłosok” i „A21” (operator).

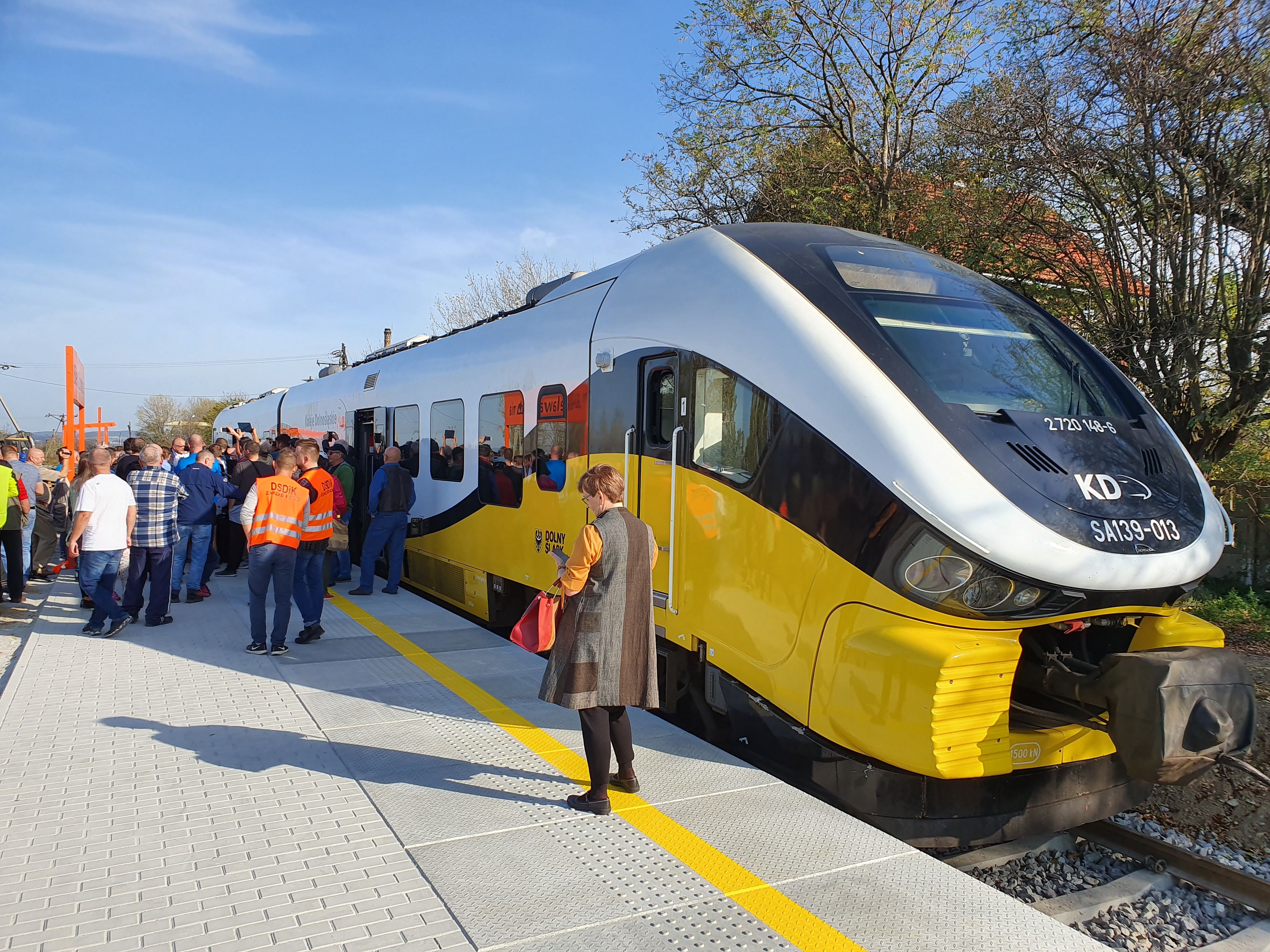
Pociąg na stacji Bielawa Zachodnia

### Transport kolejowy
Linie kolejowe prowadzące przez Bielawę:
- Linia kolejowa nr 341 Dzierżoniów Śląski – Bielawa Zachodnia
- Linia kolejowa nr 318 Bielawa Zachodnia Dworzec Mały – Radków (nieczynna, planowana renowacja do roku 2022[37])

Stacje i przystanki kolejowe na terenie bielawy:
- Bielawa Zachodnia – stacja położona w zachodniej części miasta przy ulicy Bankowej[38]
- Bielawa Centralna – przystanek kolejowy położony w centralnej części miasta przy ulicy Bohaterów Getta[39]
- Zbiornik Sudety (planowane wybudowanie stacji około 2022 roku[37]) – stacja położona przy Jeziorze Bielawskim[40]
- Nowa Bielawa (nieczynna, planowana renowacja do roku 2022[37]) – stacja położona w górnej części Bielawy, Nowej Bielawie[40]
- Bielawa Wschodnia (nieczynna) – stacja położona przy skrzyżowaniu ulic Stefana Żeromskiego i Kolejową[41]
- Kamieniczki (nieczynna) – przystanek kolejowy położony w dzielnicy Kamieniczki

Obecnie z Bielawy pociągi kursują w połączeniach Bielawa Zachodnia – Wrocław Główny, Bielawa Zachodnia – Kamieniec Ząbkowicki, Bielawa Zachodnia – Kłodzko Główne oraz Bielawa Zachodnia – Legnica. Planowane jest również odnowienie linii kolejowej nr 318 (a przynajmniej jego części do Srebrnej Góry).
Dawniej Bielawa leżała na szlaku tzw. kolei sowiogórskiej, a w mieście istniały dwa dworce tej właśnie kolei (Bielawa Zachodnia Dworzec Mały – w budynku Bielawy Zachodniej i Nowa Bielawa).

## Edukacja
Gmina Bielawa jest organem prowadzącym dla: 6 przedszkoli, 5 szkół podstawowych i świetlicy socjoterapeutycznej oraz Liceum Ogólnokształcące im Bolesława Chrobrego w Bielawie.
Przy Przedszkolu Publicznym nr l „Parkowe Skrzaty” istnieje ekologiczny plac zabaw, który powstał dzięki realizacji międzynarodowego polsko-niemieckiego projektu ekologiczno-edukacyjnego.
W budynku z końca XIX wieku przy ul. Wolności 57 mieści się Powiatowe Centrum Kształcenia Praktycznego.
W Bielawie funkcjonują 2 szkoły średnie: Zespół Szkół Ogólnokształcących i Zespół Szkół w Bielawie, oraz kilka policealnych szkół.
23 marca 2001 r. w Bielawie została otwarta dziesiąta w Europie, a pierwsza w Polsce i Europie Wschodniej „Szkoła Słoneczna”. Szkoła kształci instalatorów solarnych urządzeń instalacji grzewczych: centralnego ogrzewania oraz ciepłej wody użytkowej, a także systemów fotowoltaicznych – współpracujących z siecią elektryczną i akumulatorami. W roku 2002 rozszerzono działalność „Szkoły Słonecznej” tworząc Centrum Energii Odnawialnej.
Od 1990 r. w mieście działa również Zespół Szkół Społecznych, który oprócz szkoły podstawowej i gimnazjum, prowadzi szkołę muzyczną I stopnia.
Inne placówki oświatowe w mieście to: Specjalny Ośrodek Szkolno-Wychowawczy, Zespół Szkół Specjalnych, Poradnia Psychologiczno–Pedagogiczna.

## Znane obiekty współczesne

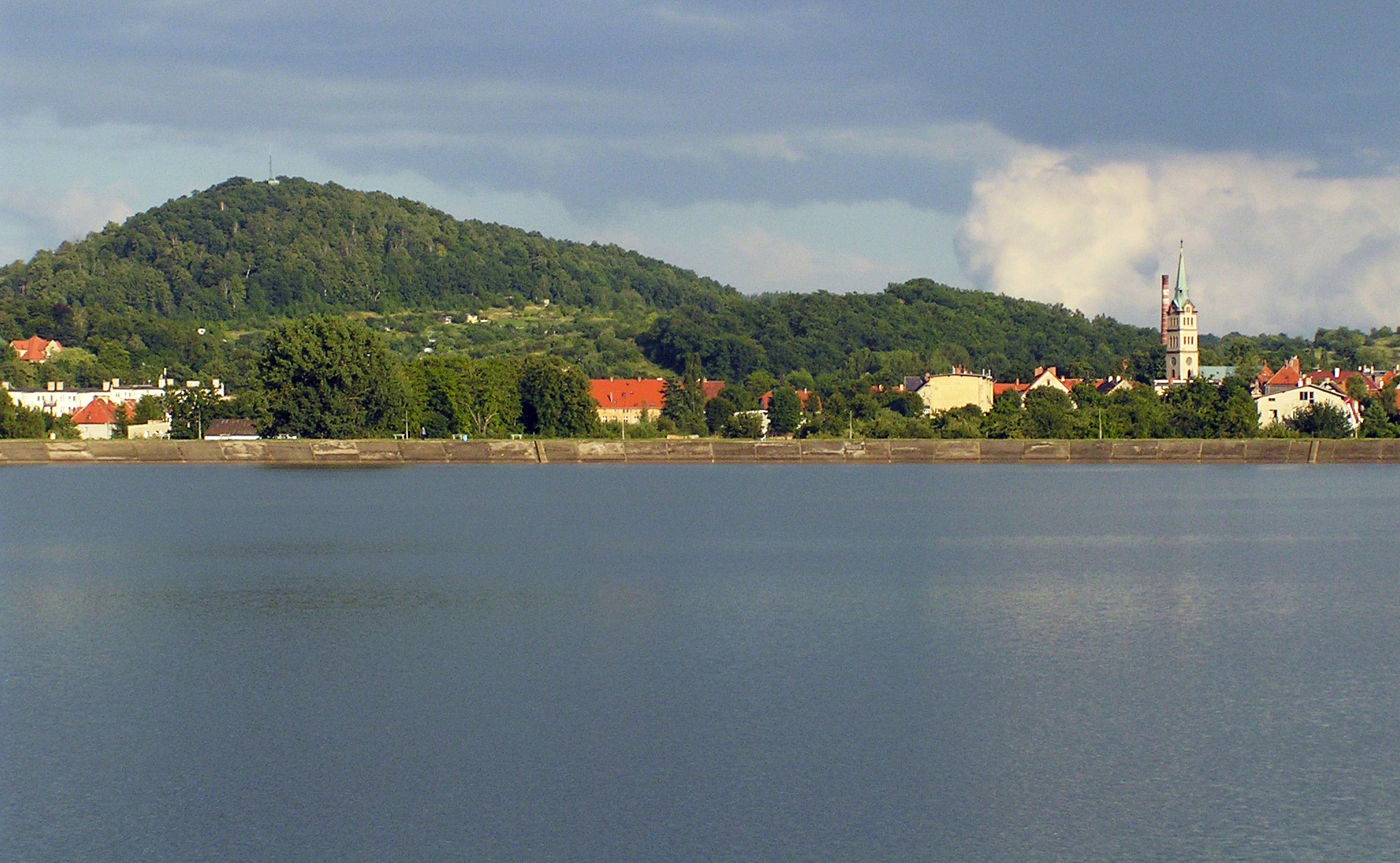
Górujący w tle Panek oraz jezioro Bielawskie

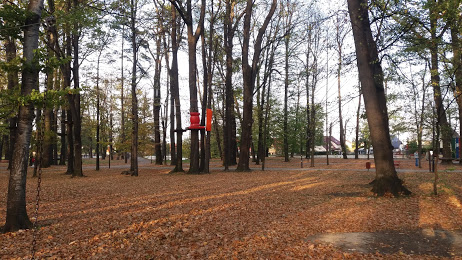
Park Miejski w Bielawie

Najbardziej znanymi obiektami są:
- Pływalnia Miejska „Aquarius”[49]
- Jezioro Bielawskie[50]
- Szkoła Leśna w Bielawie[51]
- Park Miejski w Bielawie[52]

- MOKiS Bielawa[53]

## Sport
W okresie powojennym powstał Klub Sportowy „Bielawianka”, który już w zmienionej formie działa do obecnych czasów z sekcjami: piłkarską, lekkoatletyczną, zapaśniczą i siatkarską. Od 2003 roku działa również ULKS Muflon zrzeszający młodzież z Bielawy i Dzierżoniowa, szkoląc ją w lekkiej atletyce, a także od roku 2006 w narciarstwie biegowym.
Od 1991 r. w Bielawie działa również koszykarski Klub Sportowy Ziemi Dzierżoniowskiej „LUZ”. Drużyny młodzieżowe tego klubu rywalizują w rozgrywkach organizowanych przez Dolnośląski Związek Koszykówki. Od 1998 r. organizowane są amatorskie rozgrywki koszykarskie pod nazwą Bielawska Liga Koszykówki. W rywalizacji bierze udział zarówno młodzież, jak dorośli, którzy chcą aktywnie spędzić wolny czas.
W mieście znajduje się boisko treningowe i stadion z trybunami, hala sportowa z nawierzchnią tartanową, sala treningowa oraz pływalnia „Aquarius” z basenem przygotowanym do rozgrywania zawodów pływackich. W roku 2001 powstało Miejskie Centrum Kultury Fizycznej, które ma za zadanie koordynować i wspomagać działalność rekreacyjno-sportową w mieście. Organizuje również imprezy sportowe oraz współpracuje z innymi organizatorami. Jedną z imprez są Mistrzostwa Dolnego Śląska w Toczeniu Opony Wielkogabarytowej.
15 października 2005 powstała sekcja pływania synchronicznego LUKS Aquarius Bielawa Pływanie Synchroniczne. W styczniu 2007 powstała drużyna futbolu amerykańskiego Bielawa Owls. 17 lipca 2011 na stadionie lokalnego klubu sportowego KS Bielawianka odbył się VI finał pierwszej ligi futbolu amerykańskiego.

## Turystyka

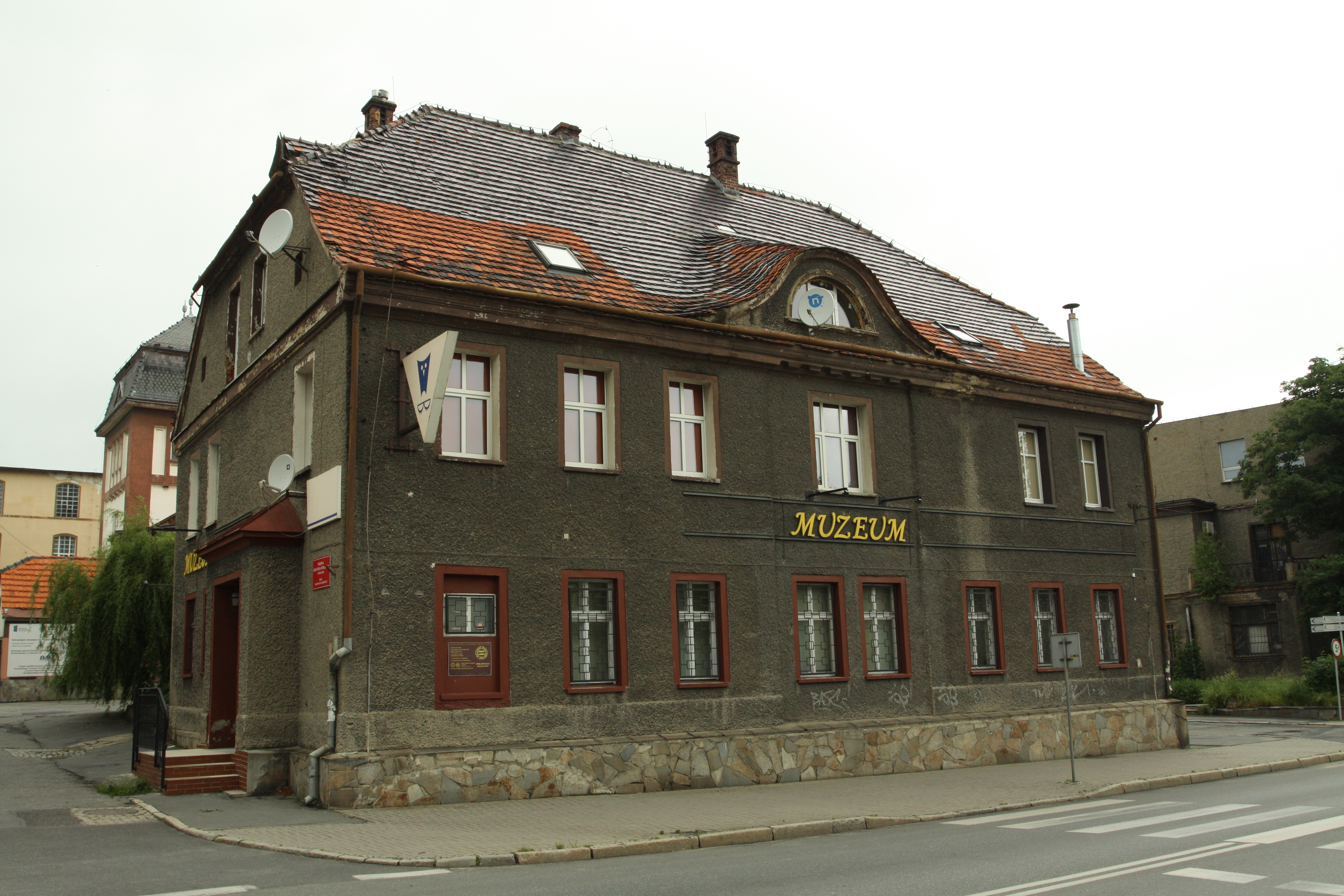
Bielawska Placówka Muzealna

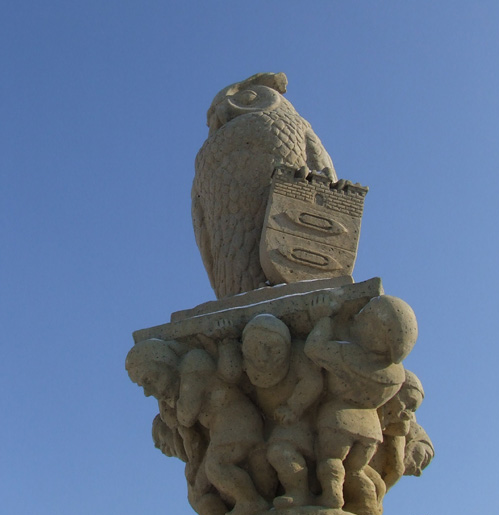
Pomnik sowy na kolumnie położony na placu Wolności

W Bielawie można znaleźć dogodne warunki do odpoczynku oraz uprawiania turystyki. Z Bielawy prowadzą szlaki turystyczne piesze i rowerowe w Góry Sowie w kierunku przełęczy Jugowskiej i dalej na Wielką Sowę. Latem turyści mogą wędrować szlakami turystycznymi, zimą zaś mogą korzystać z terenów narciarskich oraz cieszyć się urokami śnieżnych krajobrazów. Do najważniejszych atrakcji architektonicznych Bielawy można zaliczyć: neogotycki kościół pw. Wniebowzięcia Najświętszej Marii Panny, kościół katolicki pw. Bożego Ciała, Pałac Sandreckich, barokowe domy oraz krzyże pokutne.

### Szlaki turystyczne
Bielawa – Koci Grzbiet (taras widokowy) – Leśny Dworek – Bielawska Polana
 droga Szklary-Samborowice – Jagielno – Przeworno – Gromnik – Biały Kościół – Nieszkowice – Żelowice – Ostra Góra – Niemcza – Tatarski Okop – Gilów – Marianówek – Piława Dolna – Owiesno – Myśliszów – Góra Parkowa – Bielawa – Zimna Polana – Kalenica – Bielawska Polana – Zdrojowisko – Nowa Ruda – Tłumaczów – Radków – Pasterka – Karłów – Skalne Grzyby – Batorów – Duszniki-Zdrój – Szczytna – Zamek Leśna – Polanica-Zdrój – Bystrzyca Kłodzka – Igliczna – Międzygórze – Przełęcz Puchacza

## Wydarzenia kulturalne
- „eFHa Festiwal” – Festiwal Amatorskich Filmów Fantastycznych i Horrorów – kwiecień
- Gra Terenowa – „Poszukiwacze Złotego Pazura” – maj
- StreetFighter Festival (SFF) – impreza motocyklowa w Bielawie – maj/czerwiec
- Dni Bielawy – czerwiec
- TOLK FOLK – festiwal Tolkiena w Bielawie – lipiec
- Sudeckie Lato – festyn sportowo-rekreacyjny w Bielawie – lipiec
- Lines Of Bielawa – skateboarding festival – sierpień
- Regałowisko – koncert muzyki reggae w Bielawie – sierpień
- Sudety Sound-Event z muzyką Trance
- Powiatowy Konkurs Krasomówczy „Sowiogórski Bajarz” – listopad – styczeń
- Bieg Gladiatora – czerwiec

## Osiedla i części Bielawy

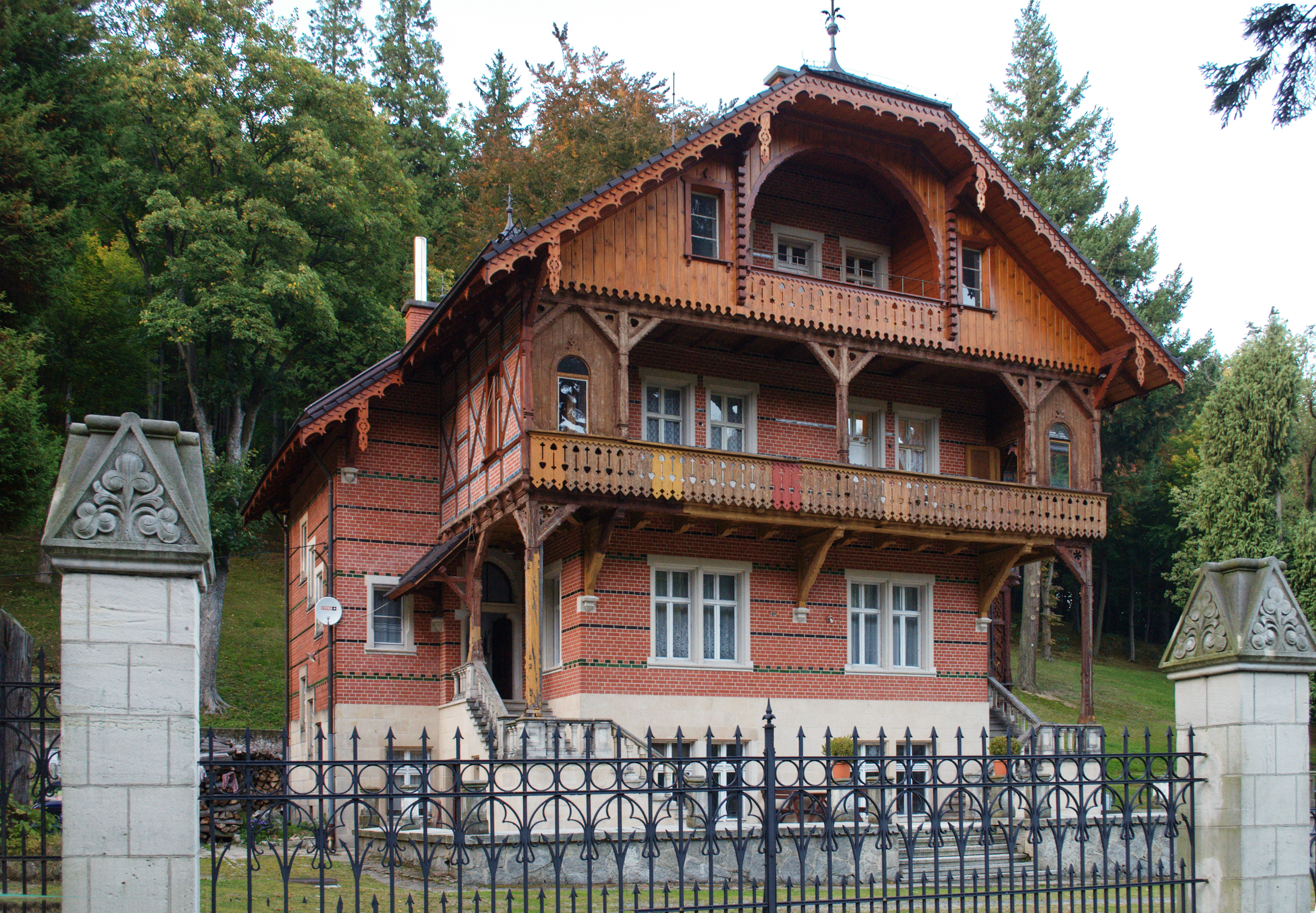
Leśny Dworek na Nowej Bielawie

### Części miasta Bielawa

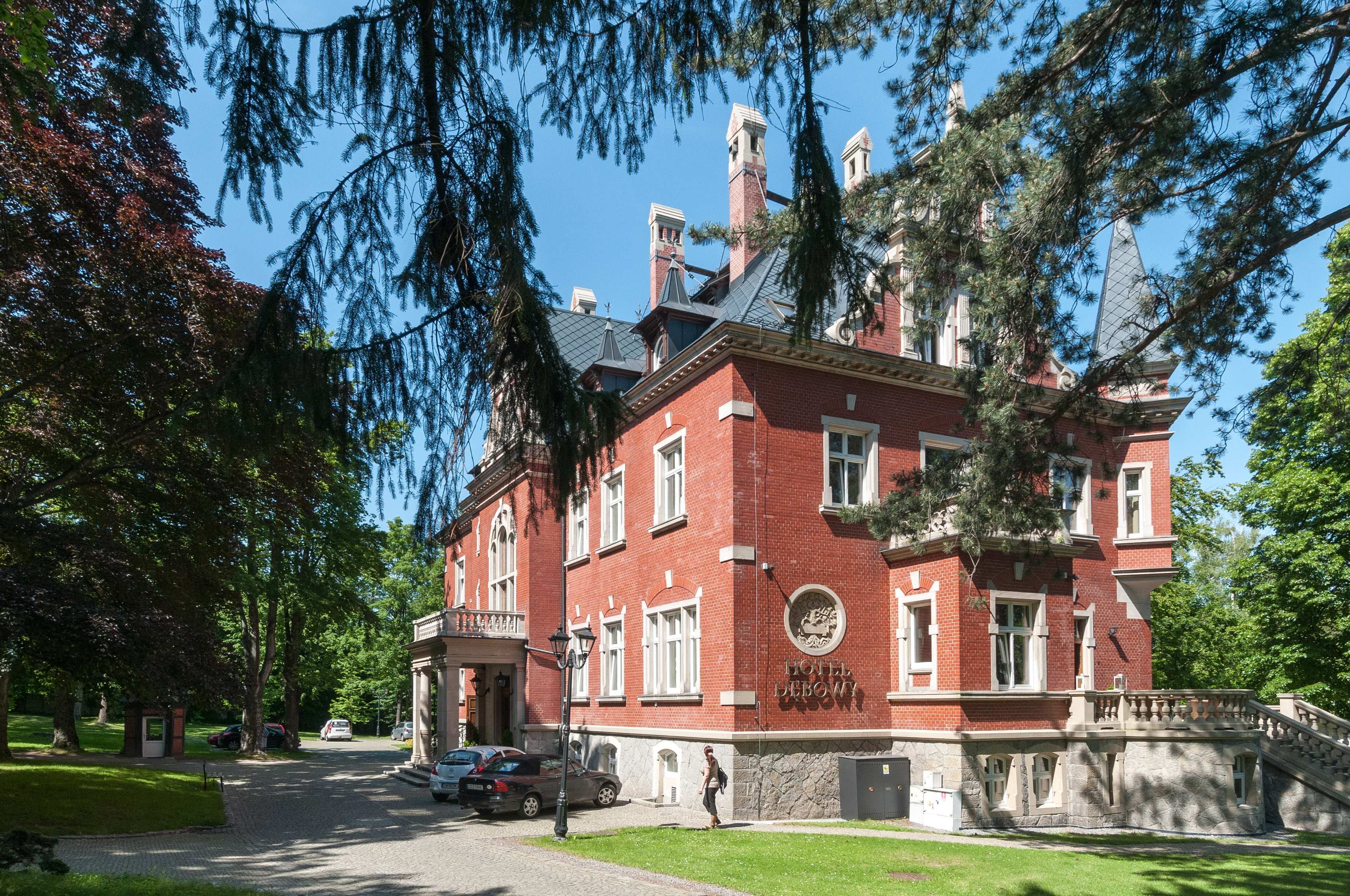
Hotel Dębowy na Kamieniczkach

- Nowa Bielawa[55] (niem. Neu Bielau[56])
- Hotel Dębowy na Kamieniczkach

Kamieniczki (niem. Steinhäuser)
- Żeromin[57] (niem. Shumannsheide[56])

### Osiedla Bielawy

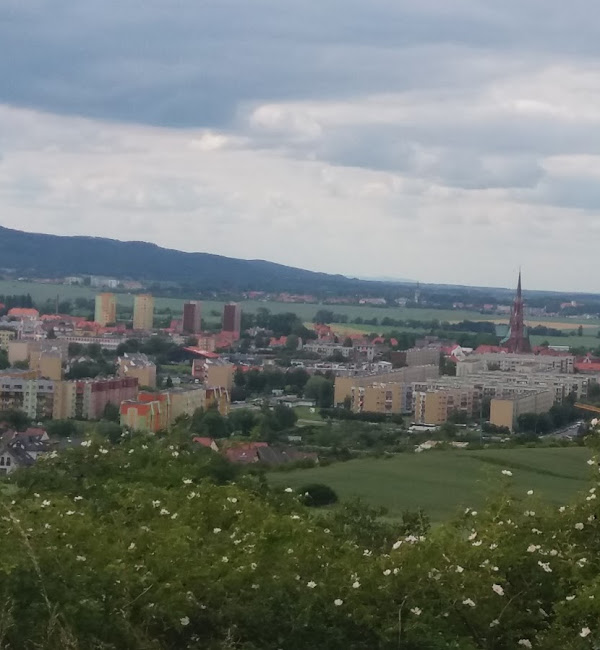
Widok na Osiedle XXV-lecia z Wzgórza Pojednania

- Osiedle Włókniarzy[58]
- Osiedle Konstytucji 3 Maja[58]
- Osiedle Centrum[59]
- Osiedle Podgórskie
- Osiedle Białe
- Osiedle „Mikro”Widok na Osiedle XXV-lecia z Wzgórza Pojednania
- Osiedle XXV-lecia[60]
- Osiedle Europejskie[61]
- Osiedle Południowe[58]
- Osiedle Zielone Wzgórza

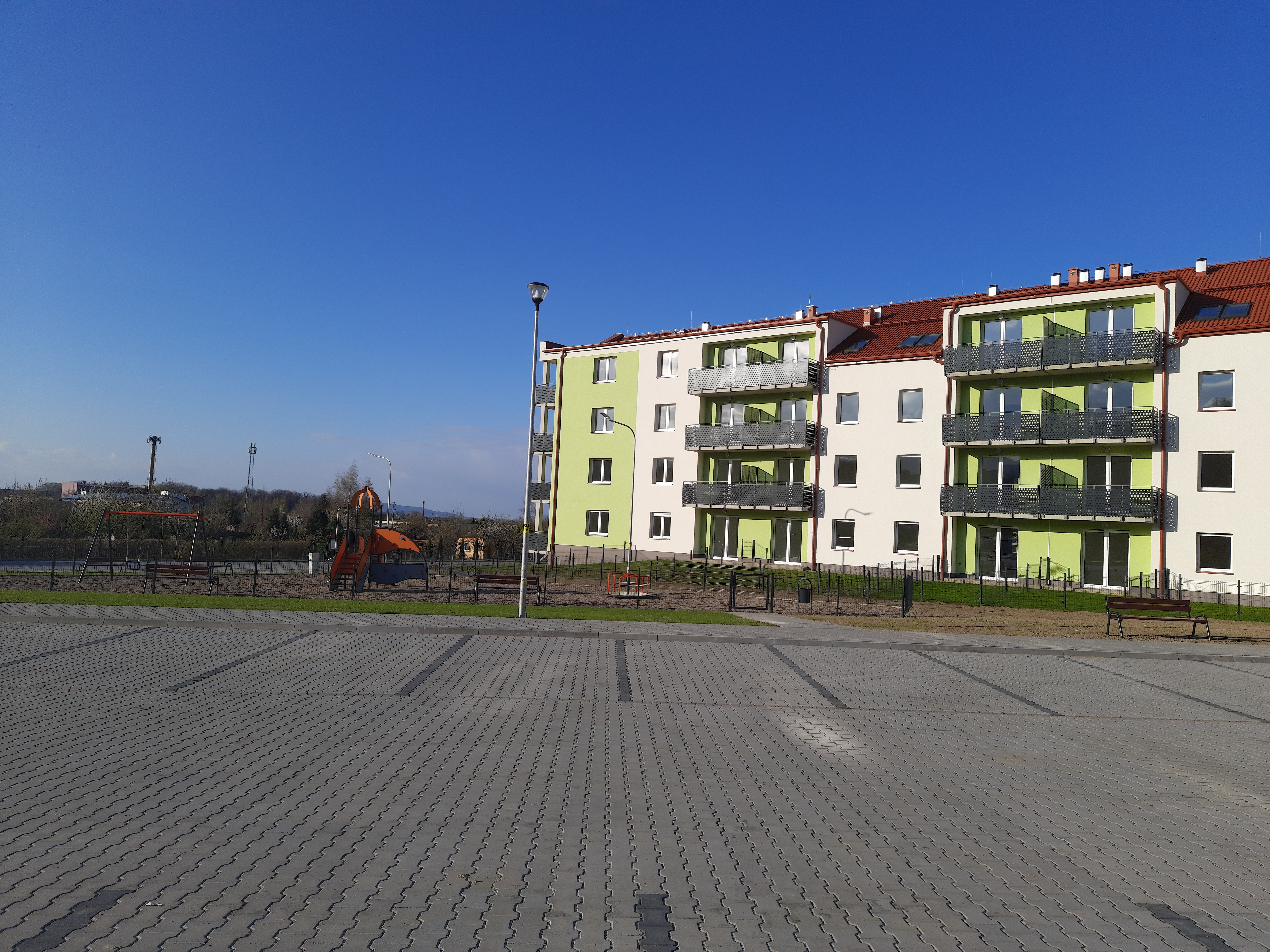
Osiedle Zielone Wzgórza
- Osiedle Sowie Wzgórza[63]
- Osiedle Willowe[64]

## Wspólnoty wyznaniowe

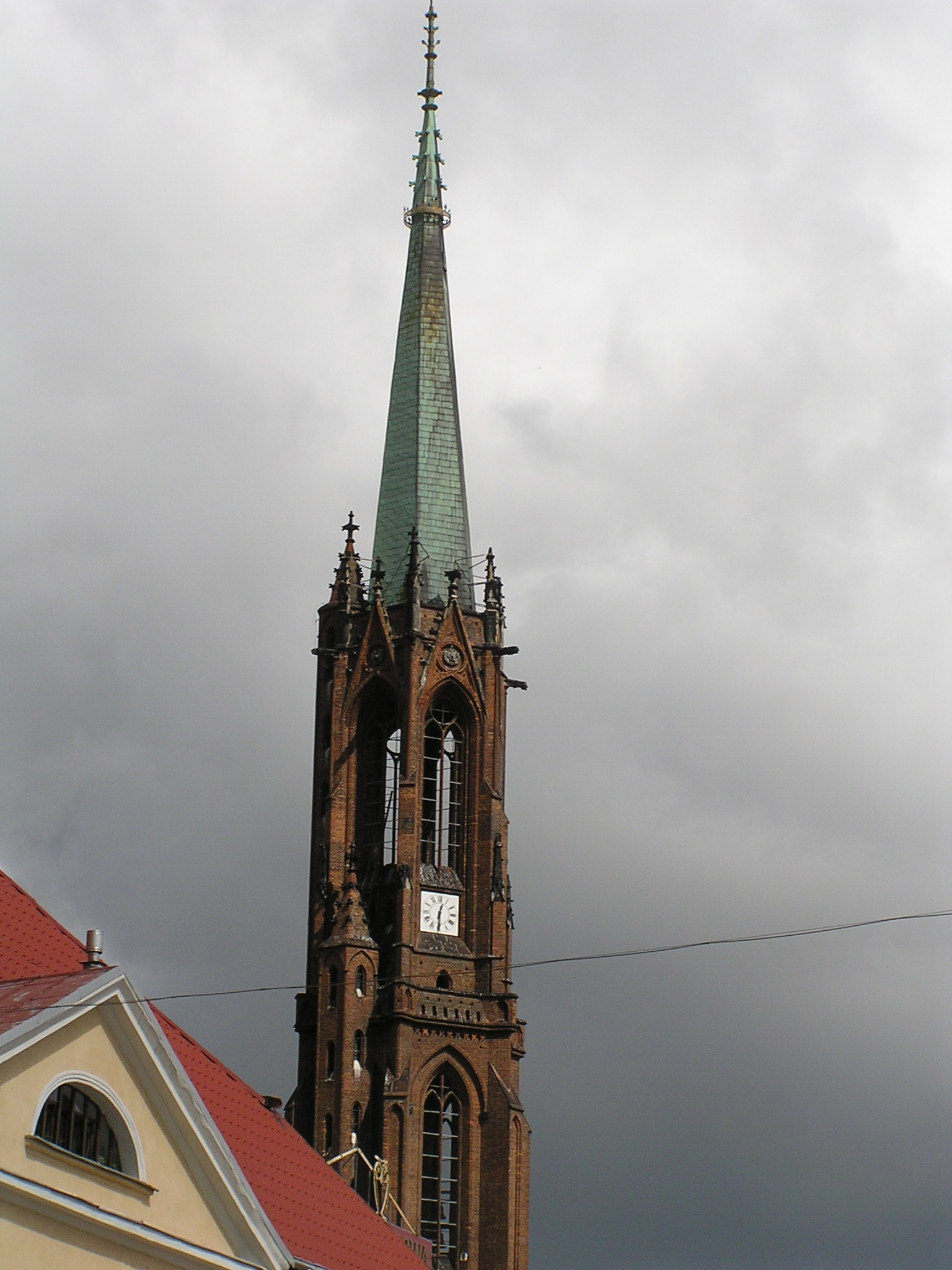
Wieża kościelna, jedna z najwyższych w Polsce (101 m.) kościoła parafialnego Wniebowzięcia NMP

Na terenie miasta działalność religijną prowadzą następujące Kościoły i związki wyznaniowe:
- Kościół rzymskokatolicki[65]:
  - parafia Bożego Ciała
  - parafia Ducha Świętego
  - parafia Miłosierdzia Bożego
  - parafia Wniebowzięcia NMP
- Centrum Chrześcijańskie Kanaan:
  - Kościół Lokalny „Jeruzalem” w Bielawie[66]
- Kościół Ewangelicko-Augsburski:
  - filiał z kaplicą należący do Parafii Ewangelicko-Augsburskiej w Świdnicy[67]
- Kościół Zielonoświątkowy
  - zbór „Centrum Wiary”[68]
- Świadkowie Jehowy:
  - zbór Bielawa-Dolna[69]
  - zbór Bielawa-Górna (Sala Królestwa ul. Żeromskiego 20)[69]
- Zbór Chrześcijański w Bielawie[70] (zbór epifaniczny)

## Współpraca

### Miasta partnerskie
- Czechy – Hronov[71]
- Czechy – Kostelec nad Orlicí[71]
- Kanada – Chatham-Kent[71]
- Niemcy – Lingen (Ems)[71]
- Polska – Ciechanów[71]

### Sąsiednie gminy
- Dzierżoniów
- Dzierżoniów (gmina wiejska)
- Nowa Ruda
- Pieszyce